# Wilhelm Holzbauer

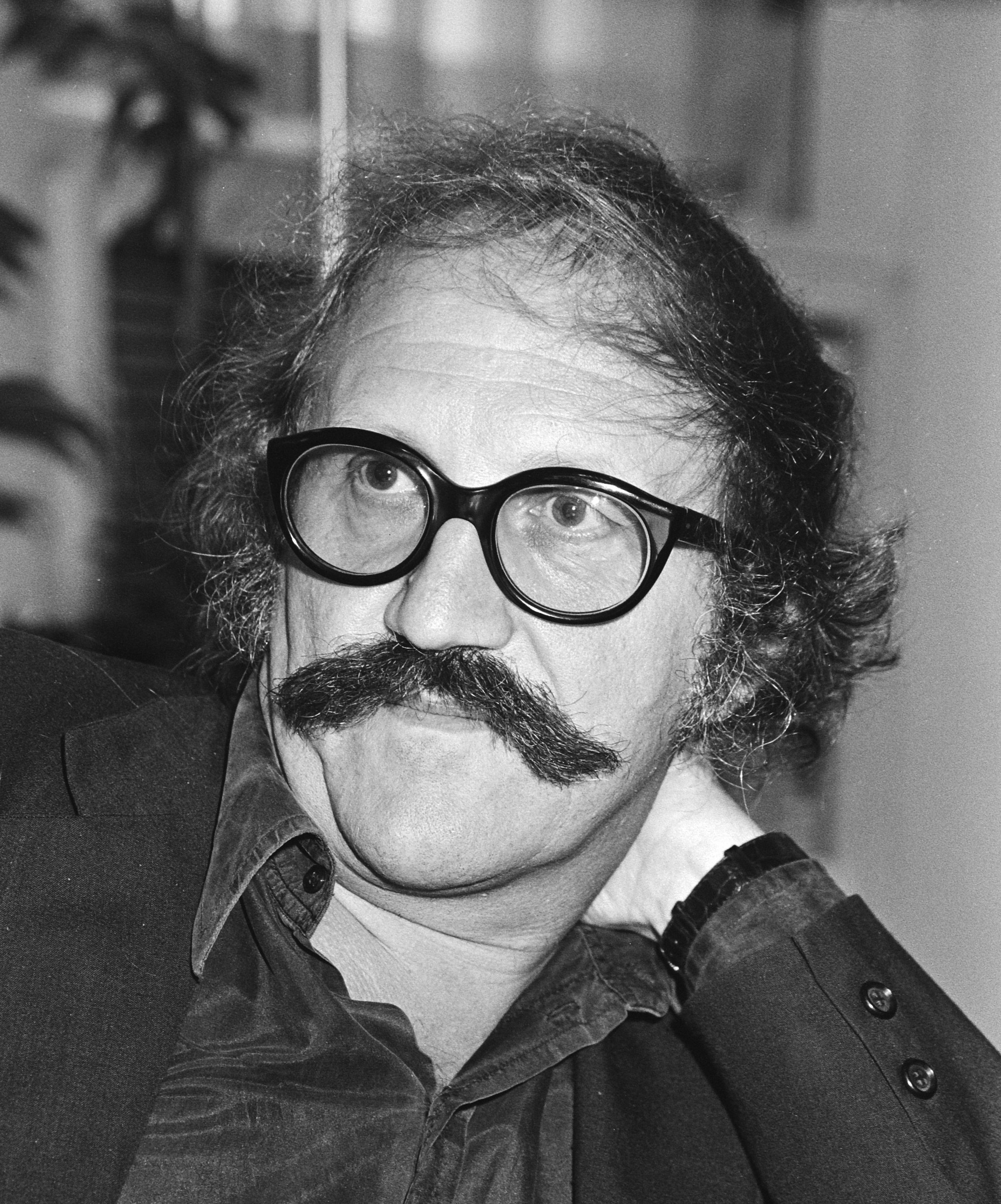
Wilhelm Holzbauer (1981)

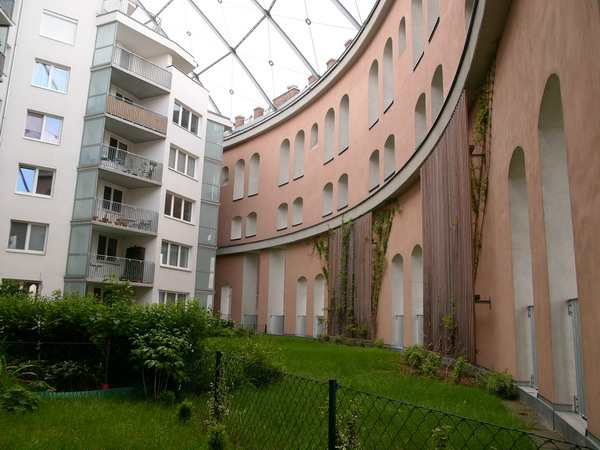
Binnenzijde van Gasometer D te Wenen

Wilhelm Holzbauer (Salzburg, 3 september 1930 - Wenen, 15 juni 2019) was een Oostenrijks architect. In Nederland is hij vooral bekend geworden door zijn ontwerp voor een stadhuis aan de Amstel, dat om financiële redenen werd gecombineerd met een operagebouw van Cees Dam, in de volksmond "Stopera" genaamd. In verband met zijn werk in Nederland had Holzbauer van 1969 tot 1988 een vestiging in Nederland, naast zijn Weense bureau.
Holzbauer volgde de Technischen Gewerbeschule in Salzburg (1945–1949) en studeerde vervolgens aan de kunstacademie van Wenen. In de periode 1956–1957 studeerde hij aan het Massachusetts Institute of Technology in Cambridge (Verenigde Staten). Vervolgens was hij tot 1959 gasthoogleraar aan de University of Manitoba te Winnipeg (Canada) en aan Yale University. In 1964 opende hij een architectenbureau in Wenen en in 1969 een vestiging in Amsterdam. Van 1977 tot 1998 was Holzbauer hoogleraar aan de academie voor toegepaste kunst in Wenen; van 1987 tot 1991 was hij hier tevens rector.
Holzbauer was een van de overlevenden van de ondergang van de Andrea Doria.
In 2000 werd hij met de Grote Oostenrijkse Staatsprijs onderscheiden.

## Ontwerpen
- Stadhuis/muziektheater in Amsterdam ("Stopera"), in samenwerking met Cees Dam, 1986
- De Bijenkorf, Utrecht, 1978-1982
- Herinrichting Gasometer D in Wenen